# Псигансу (село)
Псигансу (рос. Псыгансу) — село в Урванському районі Кабардино-Балкарії Російської Федерації.
Орган місцевого самоврядування — сільське поселення Псигансу. Населення становить 6419 осіб.

## Історія
Згідно із законом від 27 лютого 2005 року органом місцевого самоврядування є сільське поселення Псигансу.

## Населення
| 2002  | 2010  | 2012  | 2013  | 2014  | 2015  | 2016  |
| ----- | ----- | ----- | ----- | ----- | ----- | ----- |
| 6685  | ↘6419 | ↗6515 | ↗6528 | ↗6578 | ↗6635 | ↘6617 |
| 2017  | 2018  | 2019  | 2020  |       |       |       |
| ↗6664 | ↗6725 | ↗6769 | ↗6797 |       |       |       |